# Ceratothoa hemirhamphi
Ceratothoa hemirhamphi är en kräftdjursart som först beskrevs av Pillai 1954.  Ceratothoa hemirhamphi ingår i släktet Ceratothoa och familjen Cymothoidae. Inga underarter finns listade i Catalogue of Life.